# قلعه چوبی
قلعه چوبی، روستایی در دهستان سیاخ بخش سیاخ دارنگون شهرستان شیراز در استان فارس ایران است.
این روستا در فاصله ۴۵ کیلومتری از شهر شیراز قرار دارد.

## جمعیت
بر پایه سرشماری عمومی نفوس و مسکن در سال ۱۳۹۵، جمعیت این روستا برابر با ۸۱۰ نفر (۲۹۸ خانوار) بوده است.